# Hedyotis yazhouensis
Hedyotis yazhouensis là một loài thực vật có hoa trong họ Thiến thảo. Loài này được F.W.Xing & R.J.Wang mô tả khoa học đầu tiên năm 2003.